# Európai Filmdíj a legjobb vígjátéknak
A legjobb vígjáték (angolul: European Film Award for Best Comedy) elismerés az Európai Filmdíjak egyike, amelyet 2013 és 2022 között az Európai Filmakadémia (EFA) tagjainak szavazata alapján ítéltek oda az év európai filmtermése legjobbnak ítélt filmvígjátékának. A díjátadóra felváltva Berlinben, illetve egy-egy európai városban megrendezett gála keretében került sor minden év végén.
A kategória három jelöltjének listáját egy külön bizottság állította össze, amelynek döntését az általános jelölési eljárás lezárása után hozták nyilvánosságra.

## Díjazottak és jelöltek
| „Díjazott” – szürkéskék háttérrel   |
| „Jelölt” – világos szürke háttérrel |

### 2010-es évek
| Év                                                    | Magyar címe                                        | Eredeti címe                     | Rendező                                                        | Ország |
| ----------------------------------------------------- | -------------------------------------------------- | -------------------------------- | -------------------------------------------------------------- | ------ |
| 2013                                                  |                                                    |                                  |                                                                |        |
| Csak a szerelem számít                                | Den skaldede frisør                                | Susanne Bier                     | Dánia · Franciaország · Svédország · Németország · Olaszország |        |
| Szeretők, utazók                                      | Los amantes pasajeros                              | Pedro Almodóvar                  | Spanyolország                                                  |        |
| A pap gyermekei                                       | Svećenikova djeca                                  | Vinko Brešan                     | Horvátország · Montenegró · Szerbia                            |        |
| –––                                                   | Benvenuto Presidente!                              | Riccardo Milani                  | Olaszország                                                    |        |
| 2014                                                  |                                                    |                                  |                                                                |        |
| Ne aggódj, a maffia csak nyáron öl                    | La mafia uccide solo d'estate                      | Pierfrancesco Diliberto          | Olaszország                                                    |        |
| Carmina megoldja                                      | Carmina y amén                                     | Paco León                        | Spanyolország                                                  |        |
| –––                                                   | Le Week-End                                        | Roger Michell                    | Egyesült Királyság · Franciaország                             |        |
| 2015                                                  |                                                    |                                  |                                                                |        |
| Egy galamb leült egy ágra, hogy tűnődjön a létezésről | En duva satt på en gren och funderade på tillvaron | Roy Andersson                    | Svédország · Norvégia · Franciaország · Németország            |        |
| A Bélier család                                       | La famille Bélier                                  | Éric Lartigau                    | Franciaország                                                  |        |
| Legújabb testamentum                                  | Le Tout Nouveau Testament                          | Jaco Van Dormael                 | Franciaország · Belgium · Luxemburg                            |        |
| 2016                                                  |                                                    |                                  |                                                                |        |
| Az ember, akit Ovénak hívnak                          | En man som heter Ove                               | Hannes Holm                      | Svédország · Norvégia                                          |        |
| –––                                                   | La vache                                           | Mohamed Hamidi                   | Franciaország                                                  |        |
| Nézd, ki van itt                                      | Er ist wieder da                                   | David Wnendt                     | Németország                                                    |        |
| 2017                                                  |                                                    |                                  |                                                                |        |
| A négyzet                                             | The Square                                         | Ruben Östlund                    | Svédország · Németország · Franciaország · Dánia               |        |
| A belgák királya                                      | King of the Belgians                               | Peter Brosens, Jessica Woodworth | Belgium · Hollandia · Bulgária                                 |        |
| Vincent és a világvége                                | Vincent                                            | Christophe Van Rompaey           | Belgium · Franciaország                                        |        |
| Isten hozott Németországban!                          | Willkommen bei den Hartmanns                       | Simon Verhoeven                  | Németország                                                    |        |
| 2018                                                  |                                                    |                                  |                                                                |        |
| Sztálin halála                                        | La mort de Staline                                 | Armando Iannucci                 | Franciaország · Egyesült Királyság · Belgium                   |        |
| –––                                                   | Diamantino                                         | Gabriel Abrantes, Daniel Schmidt | Portugália · Franciaország · Brazília                          |        |
| Eszeveszett esküvő                                    | Le sens de la fête                                 | Olivier Nakache, Éric Toledano   | Franciaország                                                  |        |
| 2019                                                  |                                                    |                                  |                                                                |        |
| A kedvenc                                             | The Favourite                                      | Jórgosz Lánthimosz               | Egyesült Királyság · Írország                                  |        |
| ───                                                   | Ditte & Louise                                     | Niclas Bendixen                  | Dánia                                                          |        |
| Tel-Avivban minden megtörténhet                       | Tel Aviv on Fire                                   | Sameh Zoabi                      | Luxemburg · Franciaország                                      |        |

### 2020-as évek
| Év                      | Magyar címe                | Eredeti címe            | Rendező                       | Ország |
| ----------------------- | -------------------------- | ----------------------- | ----------------------------- | ------ |
| 2020                    |                            |                         |                               |        |
| Jutalomjáték            | Un triomphe                | Emmanuel Courcol        | Franciaország                 |        |
| Acélhölgyek             | Teräsleidit                | Pamela Tola             | Finnország                    |        |
| A vonatozás előnyei     | Ventajas de viajar en tren | Aritz Moreno            | Spanyolország · Franciaország |        |
| 2021                    |                            |                         |                               |        |
| –––                     | Ninjababy                  | Yngvild Sve Flikke      | Norvégia                      |        |
| –––                     | Belle fille                | Méliane Marcaggi        | Franciaország                 |        |
| Szenvedélyes szomszédok | Sentimental                | Cesc Gay                | Spanyolország                 |        |
| 2022                    |                            |                         |                               |        |
| A jó főnök              | El buen patrón             | Fernando León de Aranoa | Spanyolország                 |        |
| –––                     | Cop Secret (Leynilögga)    | Hannes Þór Halldórsson  | Izland                        |        |
| Intenzív találkozások   | La Fracture                | Catherine Corsini       | Franciaország                 |        |